# オリンピアFC
オリンピアFC (ポルトガル語: Olímpia Futebol Clube)は、ブラジル・サンパウロ州オリンピアを本拠地とするサッカークラブである。

## 歴史
1946年12月5日設立。2000年にはカンピオナート・ブラジレイロに代わって開催されたコパ・ジョアン・アヴェランジェに参加した。州選手権では2部および3部で優勝経験がある。

## タイトル

### 国内タイトル
- カンピオナート・パウリスタ・セリエA2 : 1回
  - 1990

- カンピオナート・パウリスタ・セリエA3 : 2回
  - 2000, 2007

### 国際タイトル
なし

## 歴代所属選手

### GK
- ヴァンデルレイ・ファリアス・ダ・シウヴァ 2006

### DF
- アルシデス・フォンセカ・ジュニオール 1991
- ラファエル・アパレシード・エリスバン 2017

### MF
- ミルトン・バティスタ・ヴィエイラ・ジュニオール 2019

### FW
- バウデシー・バジーリオ・ダ・シウバ 1995
- アレッシャンドレ・ジョゼ・ボルトラット 2002